# Lou Doillon
Lou Doillon (Neuilly-sur-Seine, 4 settembre 1982) è una modella, attrice e cantante francese.

## Biografia
Figlia del regista Jacques Doillon e dell'attrice Jane Birkin, debutta come attrice nel film del 1987 Kung-fu master!, recitando al fianco della madre. Tuttavia il suo primo ruolo importante lo ottiene nel film Trop (peu) d'amour, diretto dal padre nel 1998. In seguito la Doillon reciterà anche in Mauvaises fréquentations del 1999.
Come modella Lou Doillon è apparsa nelle campagne pubblicitarie di diverse case di moda, tra le quali: Missoni, Givenchy, Mango, Gap, H&M, Eres, Morgan, La Redoute, APC e molte altre. È stata testimonial anche del profumo Eau Torride di Givenchy oltre che della linea principale di abbigliamento, mentre per la maison La Redoute oltre a posare ha disegnato una linea di vestiti insieme a sua madre Jane Birkin.
La Doillon inoltre ha sfilato per importanti case di moda come Hermès e Missoni ed è stata fotografata sulle copertine di riviste come: Harper's Bazaar, Playboy, Marie Claire, L'Officiel, D e altre ancora. È inoltre comparsa nell'edizione del 2007 del calendario Pirelli. Sempre dal 2007 Lou Doillon collabora anche con il marchio di jeans Lee Copeer. Attualmente è sotto contratto con l'agenzia di moda IMG Models.
Tra gli altri film a cui ha preso parte, vi sono Saint Ange di Pascal Laugier e Go Go Tales di Abel Ferrara. È apparsa nel ruolo di sé stessa nel primo episodio della quarta stagione della serie televisiva Gossip Girl.
Dopo aver cominciato a fare musica nel 2006, nel 2012 ha pubblicato il suo primo album, Places.

## Agenzie
- IMG Models - New York, Parigi, Londra, Milano

## Filmografia

### Cinema
- Kung-fu master!, regia di Agnès Varda (1988)
- Trop (peu) d'amour, regia di Jacques Doillon (1998)
- Mauvaises fréquentations, regia di Jean-Pierre Améris (1999)
- Mamirolle, regia di Brigitte Coscas (2000)
- Carrément à l'Ouest, regia di Jacques Doillon (2001)
- Baciate chi vi pare (Embrassez qui vous voudrez), regia di Michel Blanc (2002)
- Blanche, regia di Bernie Bonvoisin (2002)
- Saint Ange, regia di Pascal Laugier (2004)
- La vida perra de Juanita Narboni, regia di Farida Benlyazid (2005)
- Sisters, regia di Douglas Buck (2006)
- Boxes (Boxes - Les boîtes), regia di Jane Birkin (2007)
- Go Go Tales, regia di Abel Ferrara (2007)
- Bazar, regia di Patricia Plattner (2009)
- Gigola, regia di Laure Charpentier (2010)
- Moving Target, regia di Mark Tierney (2011)
- L'Amère Nature, regia di Hugues Espinasse (2011), cortometraggio
- Polisse, regia di Maïwenn (2011)
- Un enfant de toi, regia di Jacques Doillon (2012)
- Quasi a casa, regia di Carolina Pavone (2024)

### Televisione
- Scénarios sur la drogue, serie televisiva (2000)
- Nana, regia di Édouard Molinaro, film per la televisione (2001)
- The Private Life of Samuel Pepys, regia di Oliver Parker, film per la televisione (2003)
- Gossip Girl, serie televisiva (2010)
- La collection pique sa crise, serie televisiva (2010)
- Les invincibles, serie televisiva (2010)
- L'épervier, serie televisiva (2011)

## Discografia

### Album
- 2012 - Places
- 2015 - Lay Low

### EP
- 2013 - E·P

### Singoli
- 2012 - ICU
- 2013 - Defiant